# Тростянець (притока Пруту)
Тростянець — річка в Україні, у Снятинському районі Івано-Франківської області, права притока Пруту (басейн Дунаю).

## Опис
Довжина річки 13 км, похил річки — 8,8 м/км. Формується з багатьох безіменних струмків. Площа басейну 34,5 км2.

## Розташування
Бере початок на південно-західній околиці Тростянця і тече через нього та село Іллінці переважно на північний схід. На південному заході від Олешківа впадає у річку Прут, ліву притоку Дунаю.
Річку перетинає автомобільна дорога Т 0904
У Словнику гідронімів України зазначена як притока Дубівця (правої притоки Пруту).